# Сен Мар ла Пиј
Сен Мар ла Пиј (фр. Cinq-Mars-la-Pile) је насељено место у Француској у региону Центар, у департману Ендр и Лоара.
По подацима из 2011. године у општини је живело 3394 становника, а густина насељености је износила 168,77 становника/km².

## Демографија
| 1962. | 1968. | 1975. | 1982. | 1990. | 2011. |
| ----- | ----- | ----- | ----- | ----- | ----- |
| 2.080 | 2.032 | 1.955 | 2.196 | 2.370 | 3.394 |